# De Fantastische Verhalen van Baron van Münchhausen
De Fantastische Verhalen van Baron van Münchhausen (Frans: Les Fabuleuses Aventures du légendaire baron de Münchausen) is een Franse animatiefilm uit 1978, geproduceerd door Jean Image. De animatiefilm is gebaseerd op de verhalen van de Baron van Münchhausen van Gottfried August Bürger. De film werd in 1979 uitgebracht en was dat jaar te zien op het filmfestival van Moskou, waar een prijs werd gewonnen. Een vervolg kwam uit in 1984 uit met als titel 'Le Secret des Sélénites' (Het geheim van de Selenieten).
De productie ondervond problemen toen de tekenaars in december 1977 in staking gingen. Zij waren ontevreden door de slechte werkomstandigheden en het ontslag van een collega. Op 20 december werd een akkoord bereikt met de vakbond, waarna de film alsnog kon worden voltooid.
In 1991 is de film uitgebracht in Nederland op VHS met een Nederlandse nasynchronisatie:
| Personage             | Stemacteur         | Nederlandse stem  |
| --------------------- | ------------------ | ----------------- |
| Baron van Münchhausen | Dominique Paturel  | Paul van Gorcum   |
| De Pasja              | Michel Elias       | Tom Hartmann      |
| De Mamamouchi         | Olivier Hussenot   | Frederik de Groot |
| Orkaan                | Alexandre Rignault | Robert Delhez     |
| Cavallo               | Michel Modo        | Ruud Drupsteen    |
| Hercules              | Jacques Marin      | Han van Eijk      |
| Ikhoor                | Christian Duvaleix | Fred Butter       |
| Nemrod                | Maurice Chevit     | Fred Meijer       |
| Sirena/Irena          | Francine Lainé     | Lucie de Lange    |